# Nicholas Fazakerley
Nicholas Fazakerley (décédé en 1767), de Prescot, Lancashire, est un avocat et homme politique anglais qui siège à la Chambre des communes de 1732 à 1767.

## Jeunesse
Il est le fils de Henry Fazakerley, de Fazakerley, près de Liverpool . Il est probablement au Collège d'Eton en 1698 et s'inscrit au Brasenose College d'Oxford le 12 mars 1702, à l'âge de 17 ans. Il est admis au Middle Temple en 1700 et au barreau en 1707 . Le 9 février 1714, il est admis au Inner Temple . Il épouse Ann Lutwyche, fille de Sir Thomas Lutwyche, député, le 10 octobre 1723 .

## Carrière juridique
Au début, il exerce principalement dans les chambres en tant que conseil en équité, mais au fur et à mesure que sa pratique prend de l'ampleur, il commence à comparaître non seulement devant le tribunal de l'équité, mais aussi devant les tribunaux de common law, principalement pour débattre de questions liées aux cessions et aux transferts de biens immobiliers. À l'occasion, sa connaissance du droit constitutionnel le conduit à être retenu dans des procès d'État.
Parmi ses affaires, le procès de Richard Francklin, libraire de Fleet Street, le 3 décembre 1731, attaqué pour avoir publié dans The Craftsman du 2 janvier la lettre de La Haye qui aurait été écrite par Lord Bolingbroke. Fazakerley est retenu avec Thomas Bootle pour la défense et, selon les mots de Lord Mansfield, ``a déclenché toutes les objections et travaillé chaque point comme si le sort de l'empire était en jeu .
Fazakerley est conseiller de Lincoln's Inn en 1736 et conseiller à l'Université de Cambridge de 1738 à 1757. En août 1742, il est nommé enregistreur de Preston, un poste qu'il occupe le reste de sa vie . Sa participation à la vie politique, cependant, l'empêche d'atteindre les honneurs de sa profession et il ne devient jamais Conseiller du roi.

## Carrière politique
Il est élu lors d'un scrutin en tant que député conservateur de Preston lors d'une élection partielle le 24 janvier 1732 et conserve son siège sans opposition aux élections générales britanniques de 1734 deux ans plus tard . C'est un Jacobite de type prudent. Il est écouté avec attention et est vu, par une partie des conservateurs, comme un possible chef . Lors d'un débat sur la convention avec l'Espagne, le 9 mars 1739, il déclare que si Robert Walpole "était déterminé à la faire à la majorité, il ne réapparaissent dans la maison jusqu'à ce qu'il perçoive un changement de mesures" . Il est réélu en tête du scrutin lors des élections contestées de 1741 et revient sans opposition en 1747. Il se distingue lors des débats de mai 1751 sur le Regency Bill de Philip Yorke (1er comte de Hardwicke), notamment par son opposition résolue à la clause du mariage . Un autre de ses discours qui attire l'attention est celui prononcé contre le projet de loi sur la naturalisation des juifs du 7 mai 1753.
Fazakerley est réélu sans opposition en tant que député conservateur de Preston lors des élections générales de 1754 et 1761 .

## Mort et héritage
Il est décédé dans sa maison de Grosvenor Street, à Londres, en février 1767. Son fils est décédé le 30 juin 1737. Sa fille Elizabeth, mariée, avec une dot de 16000 £, Granville Leveson-Gower (1er marquis de Stafford) le 23 décembre 1744 est décédée le 19 mai 1745 .